# Ягуары в мезоамериканской культуре
Изображения и упоминания ягуаров в мезоамериканских культурах имеют долгую историю, а иконографические примеры относятся, по крайней мере, к середине предклассической эры мезоамериканской хронологии.
Ягуар (Panthera onca) — одно из самых упоминаемых животных в культуре и системах верований доколумбовых мезоамериканских обществ Нового Света, подобно льву (Panthera leo) и тигру (Panthera tigris) в Старом Свете. Ягуар — крупнейшее животное из семейства кошачьих в Центральной и Южной Америке и один из самых эффективных и агрессивных хищников. Быстрый, подвижный и достаточно мощный, чтобы сразить самую крупную добычу в джунглях, с пятнистой шкурой, отлично его маскирующей, приспособленный к охоте на деревьях и даже в воде (ягуар — один из немногих кошачьих, не боящихся к воды), он был и остаётся почитаемым среди коренных американцев животным.
Во всех основных мезоамериканских цивилизациях бог-ягуар занимал видное место, и для многих, таких как ольмеки, ягуар был важной частью религиозной практики. Тем, кто проживал в тропических джунглях или рядом с ними, ягуары были хорошо знакомы и стали для них неотъемлемой частью жизни. Крупный размер ягуара, репутация безжалостного хищника и его развитая способность выживать в джунглях сделали его животным, которое обожествляли. Ольмеки и майя восхищались силой и повадками ягуара, в их мифологии ягуар — символ власти и войны.

## Ягуары в культуре майя

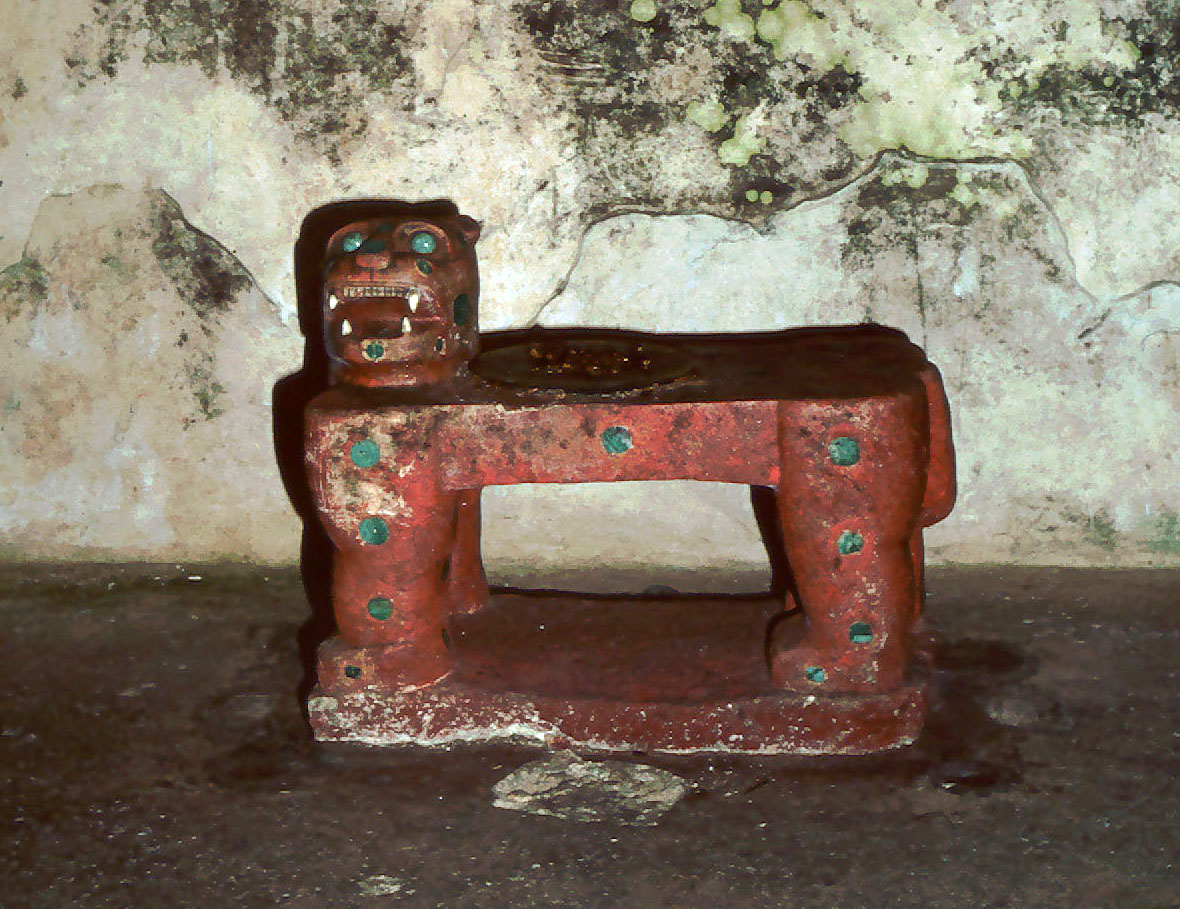
Трон Кукулькана в археологическом памятнике майя в Чичен-Ице

Интеграция ягуара в священные и светские сферы деятельности майя подтверждается археологическими данными. Майя, территория которых простиралась от полуострова Юкатан до тихоокеанского побережья Гватемалы, были обществом, обладавшим письменностью и оставившим свидетельства о своей жизни (в основном о жизни аристократии) и системе верований в виде книг, скульптур и барельефных изображений на храмах, стелах и керамике. На этих артефактах часто изображались боги, которых почитали майя, и многие из них имеют атрибуты ягуара. Майя считали, ягуар обладает способностью пересекать миры (для майя день и ночь представляли собой два разных мира: жизнь и земля были связаны с днём, а мир духов и предков — с ночью). Поскольку ягуар — ночной хищник, считалось, что ягуар является частью подземного мира; таким образом, «боги майя с атрибутами ягуара являются богами подземного мира» (Benson 1998: 64). Одним из таких богов являлся Шбаланке, один из близнецов-героев майя, спустившихся в подземный мир, всё тело которого было покрыто пятнами как шкура ягуара. Другой — бог Л, который являлся «главным владыкой подземного мира» и часто изображался с ушами ягуара или в шкуре ягуара и на троне, вырезанном в форме ягуара (Benson 1998: 64-65). Ягуар также ассоциировался у майя с растительностью и плодородием. Подземный мир был не только связан с предками, но и понимался как место происхождения растений и источников пресной воды из подземных бассейнов в пористом известняке, из которого состоит Юкатан. Ассоциации с водой и растениями еще больше укрепляли представление о ягуаре как о боге плодородия (Benson 1998: 64-67).

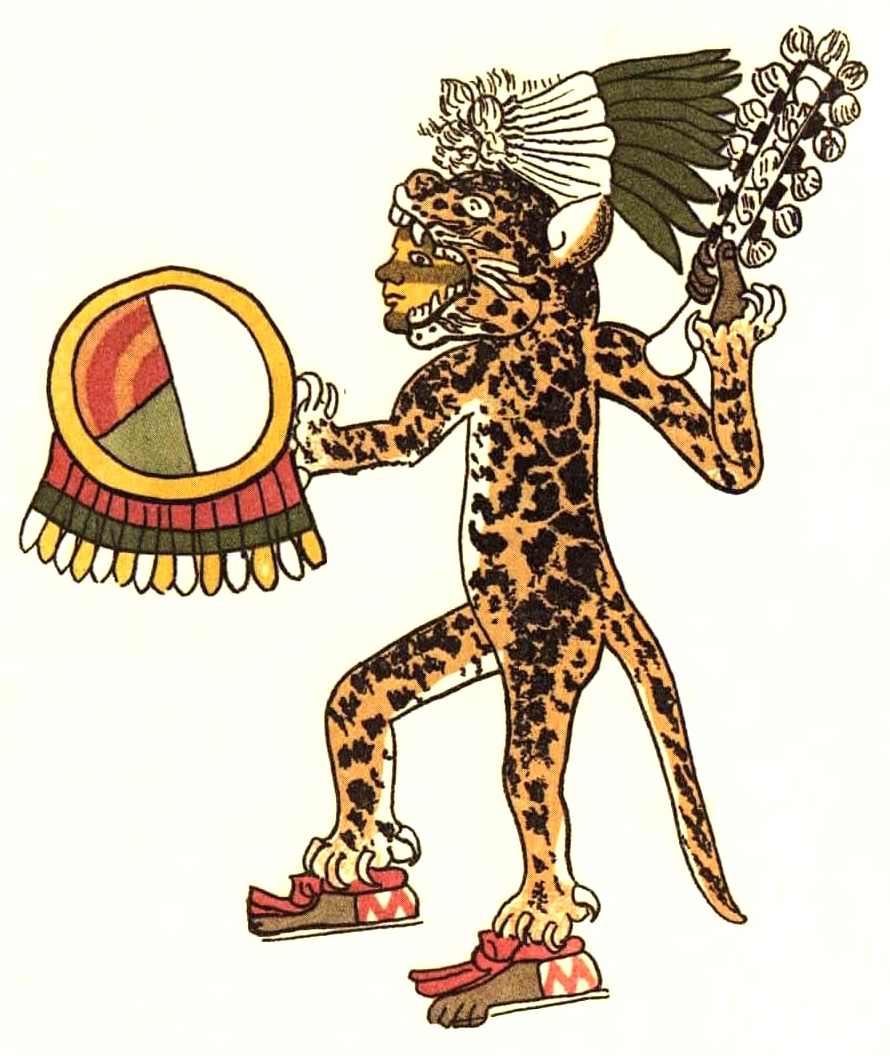
Ацтекский воин-ягуар из Кодекса Мальябекки

Без сомнения, красивая шкура ягуара делала его весьма желанным объектом охоты, однако не всем разрешалось надевать его шкуру, поскольку она стала для майя идентификацией правящего класса. Короли майя не только носили шкуры ягуаров, они также использовали название ягуара как часть своего правящего имени, как символ своей мощи и власти. Одна такая семья, правившая городом майя Тикаль в IV веке, известна как Лапа Ягуара. Лапа Ягуара I был изгнан ацтеками из Теотиуакана, и только в конце V века клан Лапы Ягуара вернулся к власти (Coe 1999: 90). Другие правители майя, носившие имя ягуара: Свиток ягуара, Птичий ягуар, Лунный ягуар — и это лишь некоторые из них (Coe 1999: 247-48). Помимо правящего класса, ягуар также ассоциировался с воинами и охотниками. Те, кто преуспел в охоте и военном деле, часто украшали себя шкурами ягуара, зубами или когтями и «считались обладателями кошачьих душ» (Saunders 1998: 26).
Археологи нашли в Гватемале кувшин, приписываемый майя послеклассической эры (600—900 гг. н. э.), на котором изображён некий музыкальный инструмент. Этот инструмент удивителен как минимум в двух отношениях. Во-первых, это единственный струнный инструмент, известный в Америке до появления европейских музыкальных инструментов. Во-вторых, при воспроизведении он издает звук, практически идентичный рыку ягуара. Образец этого звука доступен на веб-сайте Принстонского художественного музея.

## Ягуары в культуре Теотиуакана
В городе-государстве Теотиуакан кости ягуара были найдены в тайниках с драгоценностями как в Пирамиде Солнца, так и в Пирамиде Луны. Эти тайники были помещены в пирамиды во время их строительства, вероятно, как часть церемонии освящения. Анализ костей животных показал, что, хотя некоторые из ягуаров были дикими незадолго до захоронения, но многие жили в неволе в течение длительного времени, прежде чем их кости были помещены в тайник.

## Ягуары в культуре ольмеков

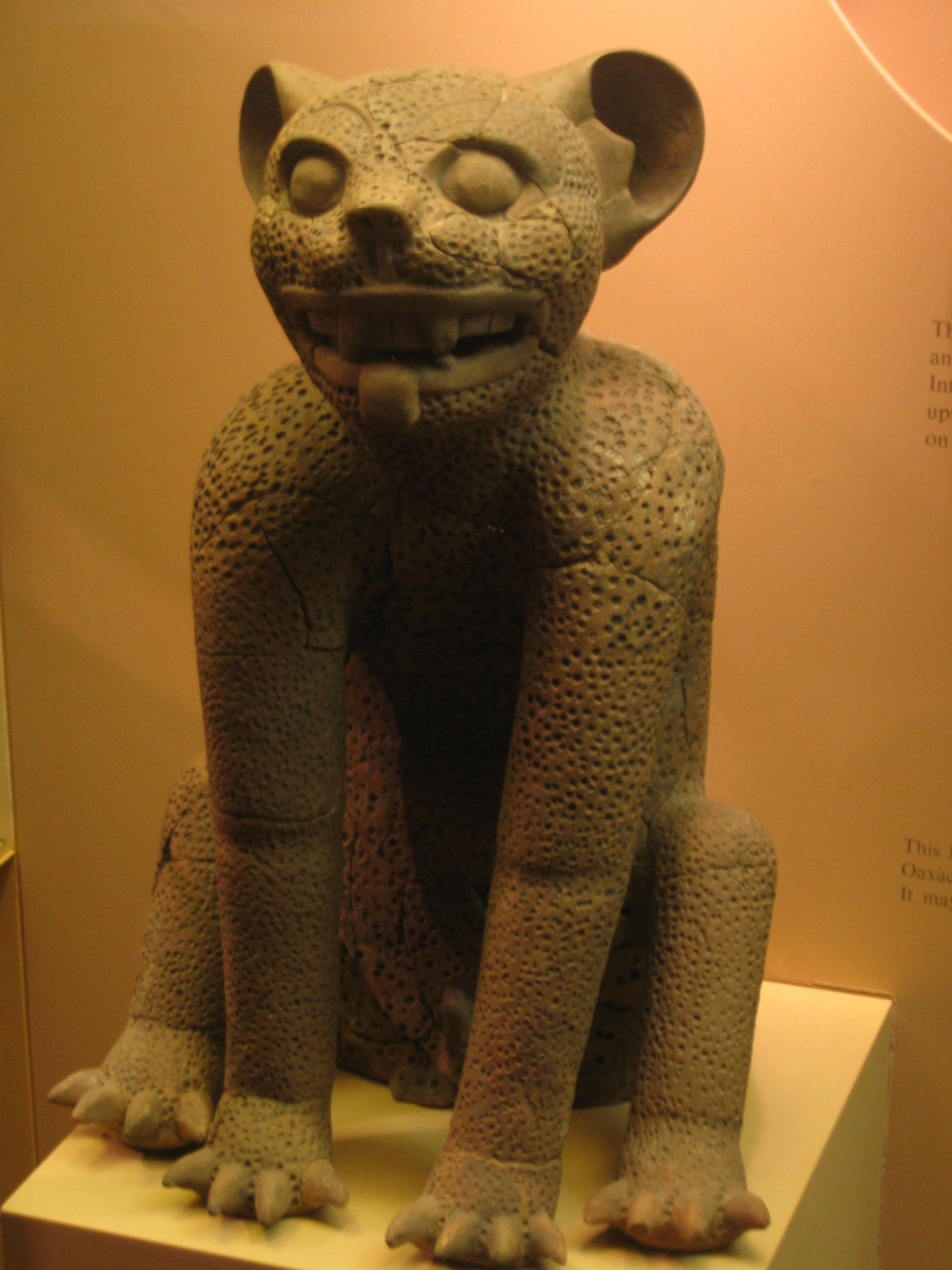
Глиняный ягуар из Монте-Альбана, условно датируемый периодом с 200 г. до н. э. по 600 г. н. э. Высота: 56 см (22 дюйма)

Культура ольмеков впервые была определена как особый художественный стиль на рубеже XIX века. Различные скульптуры, статуэтки и поделки, относящиеся к их культуре, обнаруженные на южном побережье Мексиканского залива, показывают, что ягуары были включены в мифологию ольмеков.
В сохранившихся археологических записях ольмеков ягуары редко изображаются натуралистично, чаще с комбинацией кошачьих и человеческих характеристик. Эти антропоморфные фигуры могут варьироваться от человеческих с лёгкими чертами ягуара до изображений в так называемой трансформирующей позе (стоящих или сидящих с руками на коленях) и фигур, которые почти полностью кошачьи.
Одним из самых выдающихся, характерных и загадочных рисунков ольмеков, фигурирующих в археологических записях, был «ягуар-оборотень». Этот мотив можно увидеть вырезанным на нефритовых топорах и других изделиях, выгравированным на различных переносных фигурках из нефрита и изображённым на нескольких алтарях, например, в Ла-Венте. Младенцев оборотней-ягуаров часто держит на руках сидящий взрослый мужчина. Фигура ягуара-оборотня характеризуется опущенным ртом с мясистыми губами, миндалевидными глазами и формой головы, напоминающей голову самца ягуара. Неизвестно, какими функциями для ольмеков обладал ягуар-оборотень, и вполне возможно, что в разное время этот символ наделялся разным значением.

## Танец ягуара
Tēcuani (и его варианты tekuani, tekuane, tecuane) означает «ягуар» на языке науатль. В южно-центральной части Мексики очень популярен danza de los tecuanes («Танец ягуара»), он исполняется как минимум в 96 общинах. Существует множество вариантов Танца ягуара.

## Ягуары-нагвали

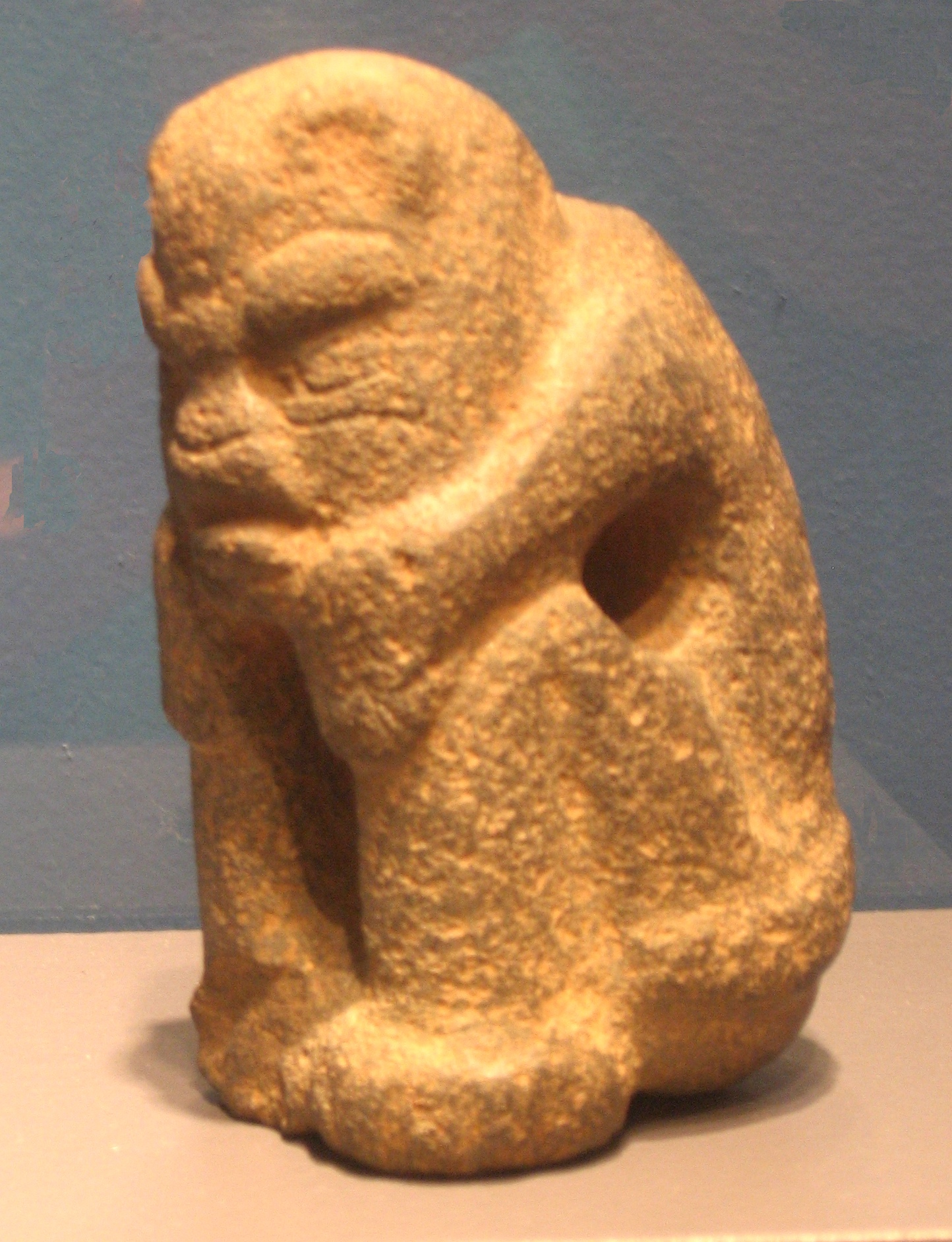
Фигурка ольмеков, которая, как считается, изображает трансформацию шамана в ягуара.

Ягуар во многих мезоамериканских культурах ассоциируется с духовным компаньоном или нагвалем, который защищает человека от злых духов и служит проводником между землёй и подземным царством. Ягуар является нагвалем из-за своей силы, поскольку верующие в него «доминировали над духами так же, как хищник доминирует над своей добычей» (Saunders 1998:30). Считалось, что ягуар обладает способностью мгновенно перемещаться между мирами из-за своего умения охотиться как на деревьях, так и в воде, как ночью, так и днём, и привычки спать в пещерах (местах, связанных с с умершими предками). Концепция трансформации человека в ягуара в Мезоамерике хорошо задокументирована и, в частности, продемонстрирована в различных ольмекских фигурках (Diehl, p. 106).